# 1071 Brita
1071 Brita è un asteroide della fascia principale del diametro medio di circa 50,29 km. Scoperto nel 1924, presenta un'orbita caratterizzata da un semiasse maggiore pari a 2,8004209 UA e da un'eccentricità di 0,1120031, inclinata di 5,37119° rispetto all'eclittica.
Il suo nome è un omaggio alla Gran Bretagna.